# Pedro de Betancur
Pedro de Betancur (21. března 1626, Vilaflor, Tenerife – 25. dubna 1667, Antigua Guatemala, Guatemala), (česky Petr z Betancur), známý též jako Santo Hermano Pedro (česky Svatý bratr Petr), byl španělský františkánský mnich a misionář v Guatemale, zakladatel řádu Panny Marie z Betléma (Betlemitas). Je také uctíván jako svatý římskokatolické církve, první světec Kanárských ostrovů a také považován za prvního světce v Guatemale a Střední Americe.

## Život

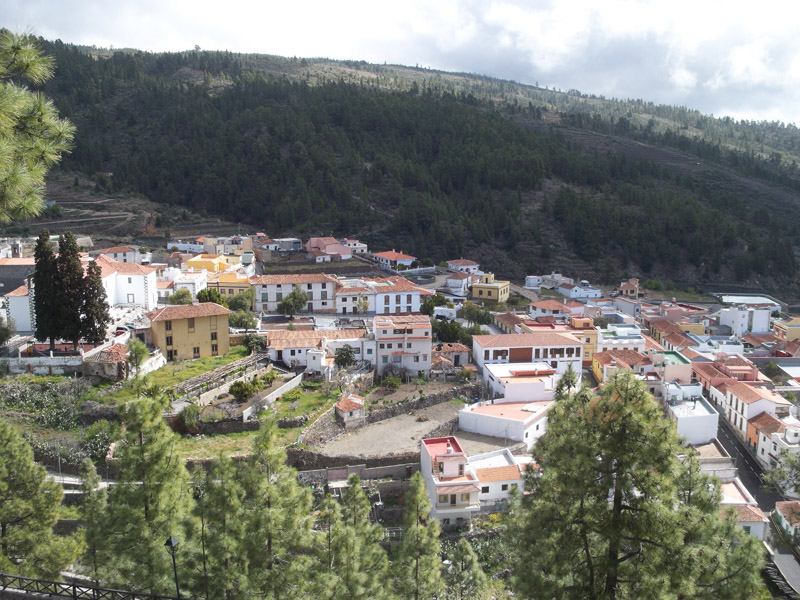
Vilaflor, vesnice, kde se narodil

### Dávné doby
Narodil se ve Vilaflor na ostrově Tenerife (Španělsko) do rolnické rodiny, měl čtyři bratry.
Původ rodu sahá až k Janu z Béthencourt, který v 1401 zahájil dobývání Kanárských ostrovů. Ještě sám Pedro de Betancur byl potomkem bývalých domorodců a kastilských osadníků Tenerife ze šestnáctého století.
Do 23 let pracoval jako pastýř. Poté opustil rodnou zemi a plavil se do Ameriky. Dorazil do Havany na Kubě, kde žil více než rok, poté odcestoval do Guatemaly.

### V Guatemale

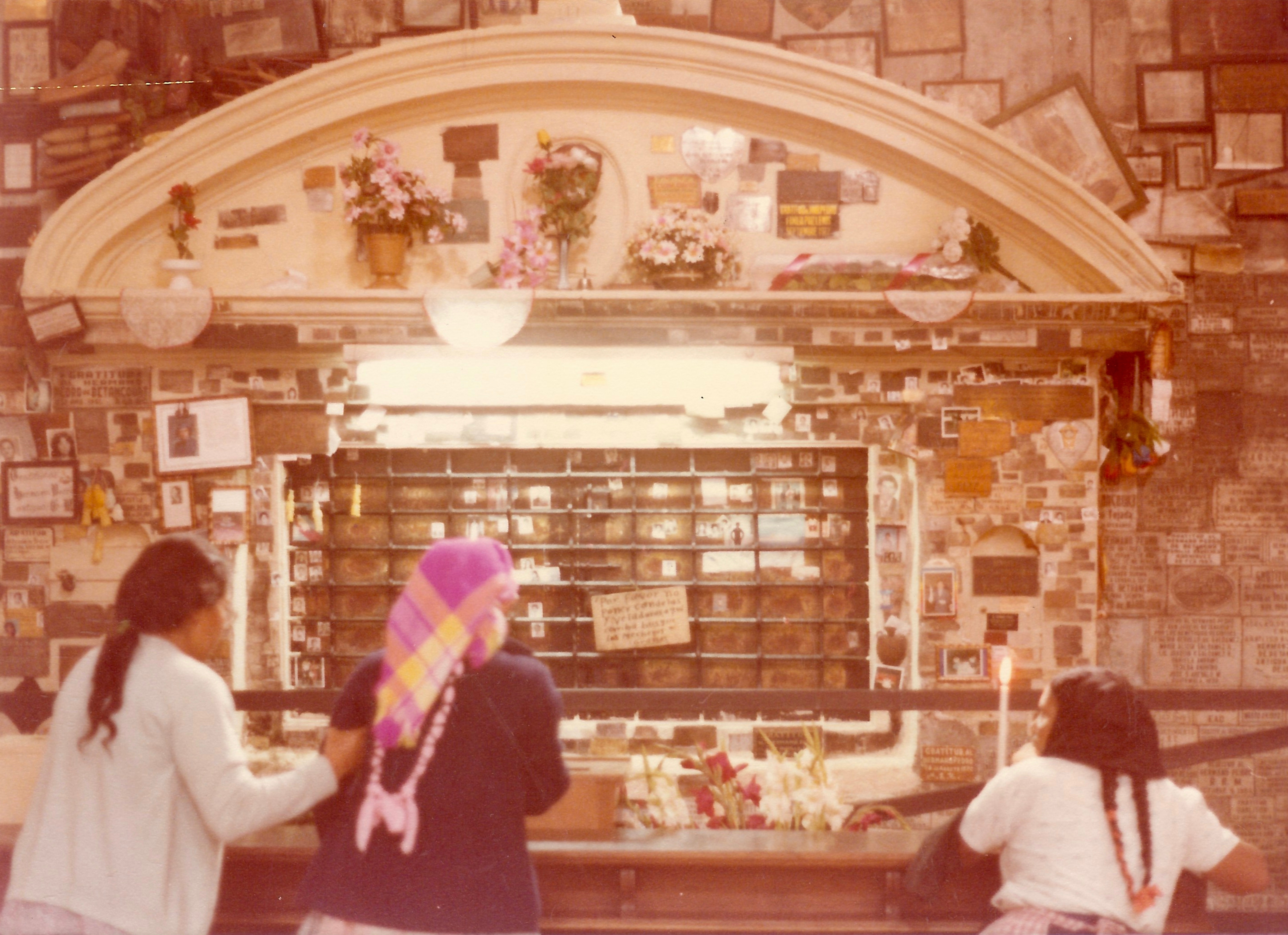
Svatý hrob v Guatemale.

Když přijel do Guatemaly, byl zcela bez prostředků. Jednoho dne se tak ocitl ve frontě na chleba u františkánů. Prodělal závažné onemocnění, během nějž se poprvé setkal s chudými a vykořeněnými. Velmi toužil stát se knězem a snažil se dostat do jezuitského semináře v San Borgia. Studium ale nezvládal, a proto jej opustil a stal se františkánským terciářem. Snažil se pomáhat chudým a bezdomovcům. Ostatní terciáři jej následovali. Pedro pak v roce 1656 založil Řád bratří Panny Marie z Betléma, jehož cílem bylo sloužit chudým. Petr rovněž napsal několik děl.
Navštěvoval chudé, nemocné, sirotky a umírající, prosazoval základní lidská práva. Tento španělský světec se zasloužil o rozšíření zobrazování Ježíšova narození – jesliček – v Americe.
Jednou z jeho největších tužeb byl návrat do rodné země a pouť do města Candelaria do svatyně Panny Marie, ke které cítil od dětství velkou oddanost. Přání se mu však nesplnilo kvůli náhlé smrti.
Zemřel dne 25. dubna 1667, ve věku 41 let. Byl pohřben v kostele Svatého Františka v Antigua Guatemala, kde jeho hrob navštěvují každý rok tisíce poutníků.

## Kanonizace
Dne 22. června 1980 byl bratr Petr blahořečen při obřadu v Bazilice sv. Petra papežem Janem Pavlem II. Dne 30. července 2002 byl tímtéž papežem svatořečen v Ciudad de Guatemala. Jeho svátek se slaví 24. dubna, protože 25. duben (výročí jeho smrti) se shoduje se svátkem sv. Marka Evangelisty.
Pedru de Betancur je považován za apoštola Guatemaly.